# Montenegro und der Euro

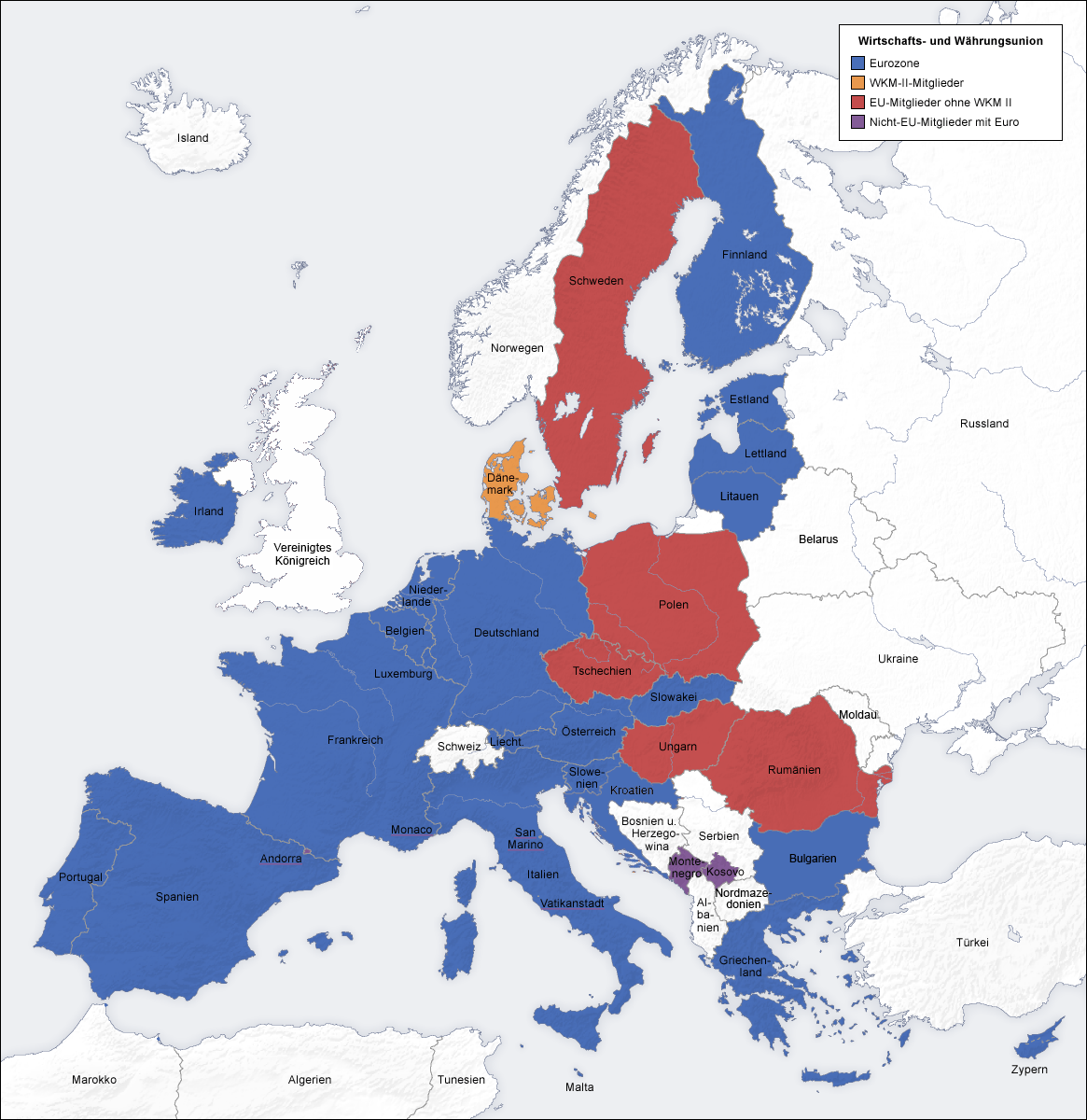
Karte europäischer Staaten mit Bezug zum Euro
EU-Länder mit Euro
EU-Länder im WKM II
EU-Länder außerhalb des WKM II
Nicht-EU-Mitglieder mit Euro

Montenegro verwendet als Zahlungsmittel den Euro. Das Land hat seit dem Ende des Bestehens des Königreichs Montenegro und der Eingliederung in Jugoslawien 1918 keine eigene Währung mehr.
Vor der Einführung des Euro im Jahr 2002 war die Deutsche Mark seit der rasanten Abwertung des jugoslawischen Dinars in den 1990er Jahren de facto die Währung in allen privaten und geschäftlichen Transaktionen, während der Dinar de jure noch bis 2003 in Gebrauch war. Als der Euro eingeführt wurde, begann Montenegro, diesen als Währung zu nutzen. Diesem Schritt widersprach die Europäische Zentralbank (EZB) zunächst nicht.
Seitdem haben jedoch die Europäische Kommission und die EZB ihre Unzufriedenheit darüber geäußert, dass Montenegro den Euro einseitig verwendet. Die Sprecherin der Europäischen Kommission äußerte sich bereits 2007 wie folgt: „Die Bedingungen für die Aufnahme in den Euro sind klar. Das heißt, ein Land muss zumindest zuerst ein Mitgliedsland der EU sein.“ Ein Anhang an das Stabilisierungs- und Assoziierungsabkommen mit der EU besagt: „Eine einseitige Einführung des Euro war nicht vereinbar mit dem Vertrag.“
Die EU besteht auf der strikten Einhaltung der Konvergenzkriterien (und z. B. der mindestens zweijährigen Mitgliedschaft im Wechselkursmechanismus II), welche vor der Einführung des Euros nicht verhandelbar sind. Allerdings hat die EU bei Montenegros einseitiger Nutzung des Euro auch nicht interveniert. Sie hat jedoch Bedenken über die Staatsschulden Montenegros ausgedrückt, die im Jahr 2011 57 % des Bruttoinlandsprodukts betrugen.
Offizielle der Zentralbank von Montenegro haben bei verschiedenen Gelegenheiten angedeutet, dass die europäischen Institutionen auf die Einhaltung der WKMII-Regeln drängen, besonders da Montenegro dabei ist, Mitglied der EU zu werden. Nikola Fabris, der Chefökonom der Zentralbank von Montenegro, betonte, dass die Situation eine ganz andere war, als Montenegro den Euro einseitig einführte. Andere Staaten, wie Bosnien und Herzegowina, die über eine einseitige Einführung des Euros nachdenken, hätten demnach mit Sanktionen von Seiten der EU zu rechnen, und ihr Aufnahmegesuch würde eingestellt werden, sollten sie damit fortfahren.
Am 17. Dezember 2010 wurde Montenegro der Kandidatenstatus zur Mitgliedschaft in der EU verliehen. Es wird erwartet, dass dieses Thema durch Verhandlungen gelöst werden kann. Die EZB hat zum Ausdruck gebracht, dass die Auswirkungen der einseitigen Einführung des Euros spätestens bei möglichen Verhandlungen zum EU-Beitritt angesprochen würden. Diplomaten vermuten, dass es unwahrscheinlich ist, dass Montenegro dazu gezwungen wird, den Euro als Zahlungsmittel aufzugeben. Radoje Žugić, der Finanzminister von Montenegro, sagte dazu, dass „es ökonomisch irrational wäre, zu einer eigenen Währung zurückzukehren, nur um dann später wieder in den Euro aufgenommen zu werden“. Stattdessen hofft er, dass Montenegro erlaubt wird, den Euro zu behalten, und er versprach, „dass die Regierung von Montenegro einige wichtige Bedingungen erfüllen wird, um den Euro weiterzubehalten: etwa die Einhaltung von Fiskalregeln“.
Montenegro, das zwar faktisch, nicht aber offiziell Mitgliedsland der Eurozone ist, darf demzufolge keine Euromünzen mit länderspezifischem Design prägen.